# Гуарабира
Гуарабира (порт. Guarabira)  —  муниципалитет в Бразилии, входит в штат Параиба. Составная часть мезорегиона Сельскохозяйственный район штата Параиба. Входит в экономико-статистический  микрорегион Гуарабира. Население составляет 53 403 человека на 2007 год. Занимает площадь 180,764 км². Плотность населения — 293,7 чел./км².
Праздник города — 26 ноября.

## История
Город основан в 1694 году.

## Статистика
- Валовой внутренний продукт на 2004 год составляет 154 014 000,00 реалов (данные: Бразильский институт географии и статистики).
- Валовой внутренний продукт на душу населения на 2004 год составляет 2936,00 реалов (данные: Бразильский институт географии и статистики).
- Индекс развития человеческого потенциала на 2000 год составляет 0,659 (данные: Программа развития ООН).

## География
Климат местности: тропический.

## Галерея
- Вокзал